# 牧野講平
牧野 講平（まきの こうへい、1979年9月23日 - ）は、北海道出身のアスレティックトレーナー。森永製菓株式会社ウイダートレーニングラボのヘッドトレーナー。

## 人物
北海道札幌稲雲高等学校卒業後、単身留学し、2003年イースタン・ワシントン大学（Physical Education, Exercise Science専攻）卒業。
牧野自身は高校時代陸上部に在籍し、110メートルハードル及び400メートルハードルを主として競技し、北海道トップレベルの選手として優勝を重ね、高校3年時に400メートルハードルで北海道高校記録を樹立し、上記二種目でインターハイに北海道代表として出場した。
高校卒業後は英語の語学力を高め、その後単身アメリカへ留学し、大学にてフィジカルトレーニングの基礎を学び、イースタン・ワシントン大学を卒業後帰国。
2004年より森永製菓株式会社によるストレングス施設である「ウイダートレーニングラボ」に所属。2011年にヘッドトレーナーに就任。

## 経歴
2008年4月より同社「浅田真央「栄養・トレーニング」ウイダーサポートプロジェクト」の発足に伴い、浅田真央選手担当のストレングス＆コンディショニングコーチとなる。2010年バンクーバーオリンピック日本選手団として帯同。体重を維持しながら筋力をつけ基礎体力作りから始めて左右の筋力が均等になるように鍛えたことで、浅田選手の慢性的な腰痛が解消された。バンクーバーオリンピックへ向けた2年間のプロジェクト期間終了ののち、森永製菓株式会社より同プロジェクト支援の延長が発表された。　それに伴い、ソチオリンピックへ向けて森永製菓による浅田真央選手のトレーニング指導は継続された。
2012年から高梨沙羅選手も担当。ソチオリンピックでは高梨沙羅選手に帯同している。
現在及び過去の指導歴は、高梨沙羅・浅田真央・有村智恵・太田雄貴・前田健太・錦織圭・宮里美香・土居美咲などなど、各スポーツを代表するトップアスリートが多い。
National Strength & Conditioning Association Certified Strength & Conditioning Specialist、NSCAジャパン認定検定員、国際救命救急協会 CPR Basic + AEDの資格などを持つ。

## 共著
- ウイダー 浅田真央 栄養&トレーニングサポート・プロジェクトチーム著 「浅田真央 POWER&BEAUTY」 小学館 刊 2010年
- ウイダートレーニングラボ著 「体幹リンクトレーニング: 姿勢と呼吸で、あなたのパフォーマンスは必ず上がる!」 学研 刊 2013年